# エンペドクレス

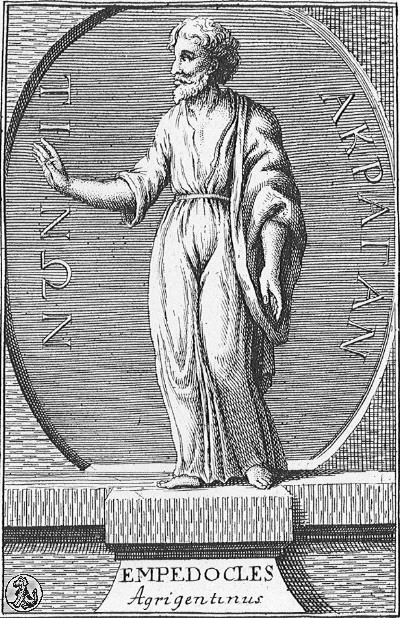
エンペドクレス

エンペドクレス（希: Ἐμπεδοκλῆς, Empedoclēs、紀元前490年頃 - 紀元前430年頃）は、古代ギリシアの自然哲学者、医者、詩人、政治家。シチリア島のアクラガス（現イタリアのアグリジェント）の出身。四元素説を唱えた。エトナ山の火口で投身自殺したことでも知られる。

## 生涯・逸話
名家の出身で、彼の祖父は紀元前496年に行われたオリンピア競技（競馬）で優勝した。彼自身も優勝したことがあるようである。ピタゴラス学派に学びパルメニデスの教えを受けた。
強風がアクラガスの町をおそった時、エンペドクレスは人々にロバの皮でたくさんの革袋を作らせた。それを周囲の山の尾根にはり巡らせ風を鎮めた。それから人々は彼のことを「風を封じる人」と呼んだ。
エンペドクレスは自由精神を重んじ、権力に屈しなかったという。執政官の一人から食事に招かれた時、賓客たちのなかに評議会の監督官がいた。その男は座長に指名されると、他の賓客たちに酒を飲み干すか、頭にそそぎかけることを強要した。その振る舞いを見たエンペドクレスは、翌日その男を法廷に告発し有罪とさせた。
ある時セリヌスという町の住人が、付近を流れる汚染された川から広がった疫病に悩まされていた。それを聞いたエンペドクレスは、私財をなげうって土木工事を行い、別の川の流れを汚染された川に引き込み、中和させて疫病を鎮めたという。
金冠を頭に戴き、紫色の衣に金のベルトを巻いて、デルポイの花冠を携えて諸都市を巡り歩いたという。
「ひとりの知者も見いだせない」と語る人に対してこう答えた。「もっともだ、知者を見いだすには、まずその人自身が知者でなければならないからね」
エンペドクレスの死については、エトナ山の火口に飛び込んで死んだ、馬車から落ちた際に骨折しそれがもとで死んだ、などの説が残されているが真偽ははっきりしない。古代ローマの詩人ホラティウスは、『詩論』でこの説について言及し（第465行）「詩人たちに自決の権利を許せよ」(sit ius liceatque perire poetis) と謳っている。

## 著作

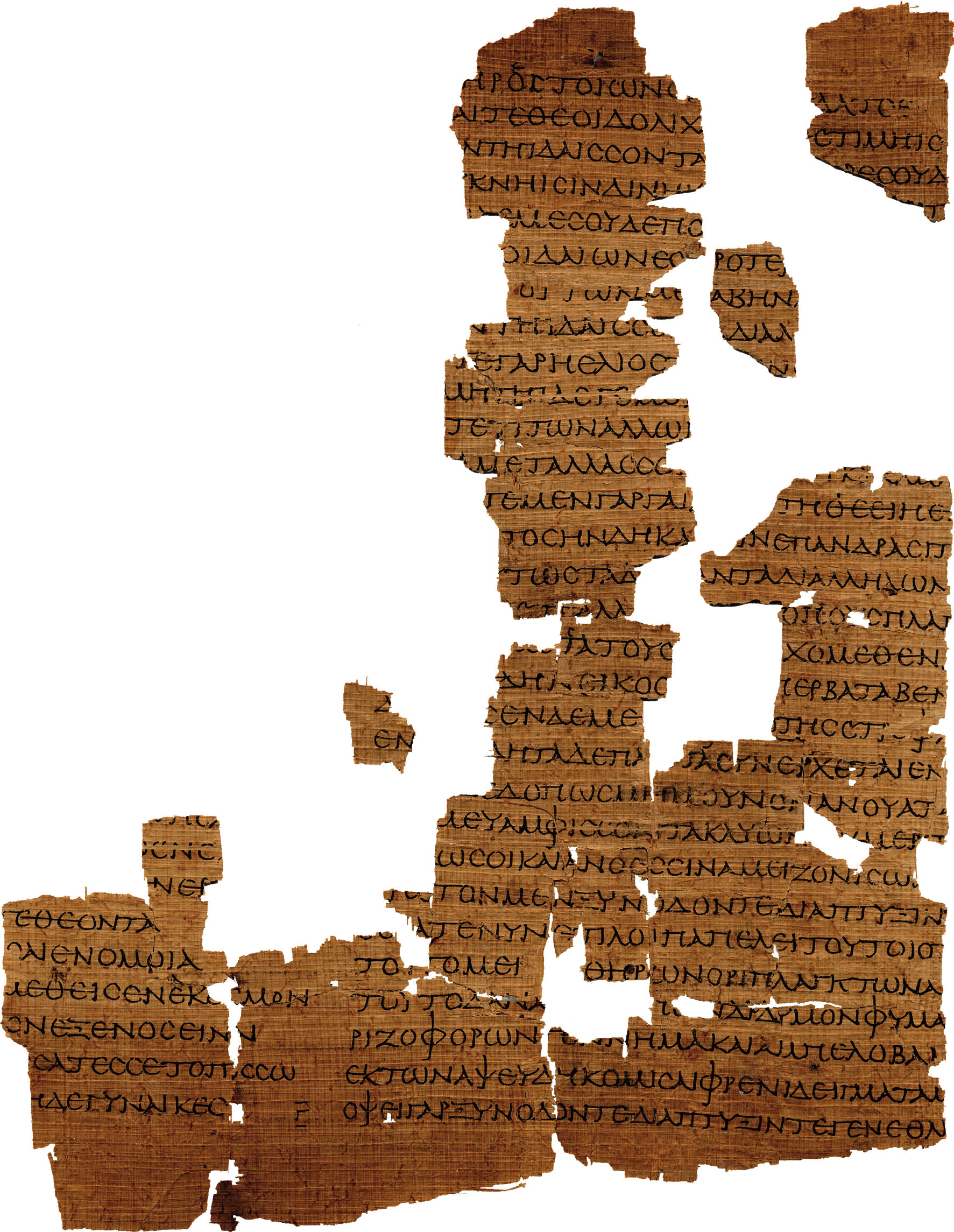
1990年代に修復された「ストラスブール・パピルス」

『浄め（カタルモイ）』『自然について（ペリ・ピュセオース）』と題された数千行の哲学詩から、医学書、悲劇におよぶ様々な著作があったが、現存するのは哲学詩の断片約500行のみである。
哲学詩の断片は、後世の学説誌などの引用で伝わっていたが、20世紀、さらにパピルス写本（ストラスブール・パピルス）も発見された。発見されたのは1904年エジプトのアクミム（パノポリス）の墓所で、被葬者をかざる花輪の芯材として転用されていた。発見後はストラスブール大学に収蔵された。1990年代、当時最新のコンピュータ技術により修復が進み、その内容がエンペドクレスの詩と判明した。書写時期は紀元前1世紀後半と推定される。
古代哲学関係のパピルスはデルヴェニ・パピルスなど複数あるが、ソクラテス以前の哲学者（初期ギリシア哲学）のパピルスが発見されたのは、これが唯一の例である。

## 思想
物質のアルケーは火、水、土、空気の四つの「リゾーマタ」（ῥιζώματα, rhizōmata, 根）からなり、それらを結合する「ピリアー」（φιλία, philiā, 愛）と、分離させる「ネイコス」（νεῖκος, neikos, 憎）がある。それにより四つのリゾーマタ（四大元素）は、集合離散をくり返す。この四つのリゾーマタは新たに生まれることはなく、消滅することもない。
このように宇宙は愛の支配と争いの支配とが継起交替する動的反復の場である。
また、太陽は巨大な火の塊であり、月よりも大きい。天は氷のように冷たいものが集まってできており、星々は火のリゾーマタが集まってできている。これは後世に四元素説とよばれた。
なお、四元素がこのような構成になったのは、彼に先行する哲学者たちが、自然現象を説明するためのアルケー（始源）として、
- タレス -「水」
- アナクシメネス -「空気」
- クセノパネス -「土」
- ヘラクレイトス -「火」
- （パルメニデス -「火・土」）

といったものを主張してきたのに対して、それらを一つにまとめて統合したためだと考えられる。
四元素説の他には、魂は、頭や胸ではなく血液に宿っているとした。魂の転生説を支持し、「わたしはかつて一度は、少年であり、少女であり、藪であり、鳥であり、海ではねる魚であった」と述べた。また、最初の人間は、土から頭や腕や足などの体の一部が最初にでき、それらが寄り集まって生まれたと説いた。
感覚について考察し、視覚は目から光が放出されて、対象物にあたることによって生じ、聴覚は耳の中にある軟骨質の鐘のような部分が、空気によって打たれることにより生じるとした。磁力の起源についても考察した。

## 後世の文学
18-19世紀ドイツの詩人フリードリヒ・ヘルダーリンは神と一体となるためエトナ山に飛び込み自死を遂げたという説を主題に未完の戯曲『エンペドクレス』を創作した。
芥川龍之介は、久米正雄に宛てたとされる遺書「或旧友へ送る手記」の最後に、エンペドクレスの話を付記している。
芥川龍之介が読んだ「エムペドクレスの伝」の詳細は不明である。